# Petit Café
Petit Café es una localidad de Trinidad y Tobago, que forma parte de la región de Princes Town.

## Geografía
La localidad abarca parte de la isla Trinidad y limita al norte con St. Julien, al sur con Indian Walk, al este con Sixth Company y al oeste con Matilda.

## Demografía
Datos demográficos de la localidad de Petit Café:
| Gráfica de evolución demográfica de Petit Café entre 2000 y 2011 |
|                                                                  |